# Linnansaari
Linnansaari è un'isola finlandese situata nel lago di Saimaa. È l'isola più grande dell'omonimo parco nazionale di Linnansaari.
Completamente disabitata, vi si trovano alcuni itinerari escursionistici e ospita un gruppo di foche dagli anelli di Saimaa.